# Tomás Irribarra
Tomás Edison Irribarra de la Torre (Quirihue, 19 de mayo de 1935-ibidem, 25 de diciembre de 2020) fue un político chileno militante del Partido Radical Socialdemócrata. Fue regidor y alcalde de su comuna natal, además de desempeñarse como diputado.
Hijo de Tomás Irribarra Poblete, quien fue gobernador de Itata entre 1938 y 1942. Se integró al Partido Radical y fue regidor por Quirihue entre 1960 y 1969, año en que fue elegido como diputado por la Decimoquinta Agrupación Departamental "San Carlos e Itata", cargo que dejó en 1973, meses antes del Golpe de Estado. En la Cámara Baja integró la Comisión Permanente de Economía, Fomento y Reconstrucción.
En 1992 fue elegido como alcalde de Quirihue, cargo que mantuvo hasta 1996 cuando pasó a ser concejal. En 2004 postuló nuevamente al sillón edilicio, perdiendo ante Raúl Andrade Vera. En las elecciones de 2008, en cambio, lo derrotó y volvió al municipio. Para 2012 fue elegido concejal, puesto que ocupó hasta 2016. Desde 2012, la alcaldía de la comuna es encabezada por su hijo, Richard Irribarra Ramírez.

## Historia electoral

### Elecciones parlamentarias de 1973
- Diputado por la Decimoquinta Agrupación Departamental

| Candidato                                 | Partido                    | Votos  | %      | Resultado |
| ----------------------------------------- | -------------------------- | ------ | ------ | --------- |
| A. Confederación de la Democracia         |                            |        |        |           |
| César Raúl Fuentes Venegas                | PDC                        | 13 054 | 36,27% | Diputado  |
| Eduardo Díaz Aburto                       | DR                         | 4383   | 12,18% |           |
| Germán Riesco Zañartu                     | PN                         | 6582   | 18,29% | Diputado  |
| Votos de Lista                            | CODE                       | 175    | 0,49%  |           |
| B. Unidad Popular                         |                            |        |        |           |
| Luis Silva Aravena                        | IC                         | 1522   | 4,23%  |           |
| Tomás Irribarra de la Torre               | PR                         | 2256   | 6,27%  |           |
| Jaime Reyes Aroca                         | PS                         | 7798   | 21,67% | Diputado  |
| Votos de Lista                            | UP                         | 221    | 0,61%  |           |
| Votos válidamente emitidos                | Votos válidamente emitidos | 35 991 | 98,85% |           |
| Votos nulos                               | Votos nulos                | 287    | 0,79%  |           |
| Votos en blanco                           | Votos en blanco            | 131    | 0,36%  |           |
| Total de votos emitidos                   | Total de votos emitidos    | 36 409 | 100,0% |           |
| Fuente: Dirección del Registro Electoral. |                            |        |        |           |

### Elecciones municipales de 1992
- Elecciones municipales de 1992, para la alcaldía de Quirihue[4]

(Se consideran solo los candidatos que resultaron elegidos para el Concejo Municipal)
| Candidato                          | Pacto                          | Partido | Votos | %     | Resultado |
| ---------------------------------- | ------------------------------ | ------- | ----- | ----- | --------- |
| Tomas Edison Irribarra de la Torre | Concertación por la Democracia | PR      | 2.493 | 38,69 | Alcalde   |
| Casiano Andrade Vera               | Participación y Progreso       | RN      | 1.314 | 20,39 | Concejal  |
| Raul Andrade Vera                  | Participación y Progreso       | ILD     | 934   | 14,50 | Concejal  |
| Jose Pedro Hadi Bastias            | Concertación por la Democracia | PS      | 646   | 10,03 | Concejal  |
| Pedro Pablo Silva Bustos           | Concertación por la Democracia | PDC     | 152   | 2,36  | Concejal  |
| Victor Oviedo Torres               | Concertación por la Democracia | DC      | 89    | 1,38  | Concejal  |

### Elecciones municipales de 1996
- Elecciones municipales de 1996, para la alcaldía de Quirihue[5]

(Se consideran solo los candidatos que resultaron elegidos para el Concejo Municipal)
| Candidato                          | Pacto                          | Partido | Votos | %     | Resultado |
| ---------------------------------- | ------------------------------ | ------- | ----- | ----- | --------- |
| Raul Andrade Vera                  | Unión por Chile                | ILDRN   | 2.126 | 33,31 | Alcalde   |
| Tomas Edison Irribarra De La Torre | Concertación por la Democracia | PRSD    | 2.024 | 31,71 | Concejal  |
| Jose Pedro Hadi Bastias            | Concertación por la Democracia | PS      | 1.024 | 16,04 | Concejal  |
| José Montes Henríquez              | Concertación por la Democracia | PDC     | 258   | 4,04  | Concejal  |
| Antonio Fernandez Espinoza         | Unión por Chile                | RN      | 45    | 0,70  | Concejal  |
| Eduardo Peña Mella                 | Concertación por la Democracia | PDC     | 26    | 0,41  | Concejal  |

### Elecciones municipales de 2000
- Elecciones municipales de 2000, para la alcaldía de Quirihue[6]

(Se consideran solo los candidatos que resultaron elegidos para el Concejo Municipal)
| Candidato                          | Pacto                                      | Partido | Votos | %     | Resultado |
| ---------------------------------- | ------------------------------------------ | ------- | ----- | ----- | --------- |
| Raul Andrade Vera                  | Alianza por Chile                          | ILC     | 3.522 | 53,64 | Alcalde   |
| Tomas Edison Irribarra de la Torre | Concertación de Partidos por la Democracia | PRSD    | 2.651 | 40,37 | Concejal  |
| Jose Pedro Hadi Bastias            | Concertación de Partidos por la Democracia | PS      | 87    | 1,33  | Concejal  |
| Juan De Dios Parra Espinoza        | Concertación de Partidos por la Democracia | PPD     | 75    | 1,14  | Concejal  |
| Carlos Placencia Zapata            | Alianza por Chile                          | ILC     | 58    | 0,88  | Concejal  |
| Antonio Fernandez Espinoza         | Alianza por Chile                          | RN      | 49    | 0,75  | Concejal  |

### Elecciones municipales de 2004
- Elecciones municipales de 2004, para la alcaldía de Quirihue[7]

| Candidato                          | Pacto                          | Partido | Votos | %     | Resultado |
| ---------------------------------- | ------------------------------ | ------- | ----- | ----- | --------- |
| Raul Andrade Vera                  | Alianza                        | ILB     | 3.396 | 52,77 | Alcalde   |
| Tomas Edison Irribarra de la Torre | Concertación por la Democracia | PRSD    | 2.890 | 44,91 |           |
| Jaime Muñoz Muñoz                  | Juntos Podemos                 | ILA     | 149   | 2,32  |           |

### Elecciones municipales de 2008
- Elecciones municipales de 2008, para la alcaldía de Quirihue[8]

| Candidato                   | Pacto                    | Partido | Votos | %     | Resultado |
| --------------------------- | ------------------------ | ------- | ----- | ----- | --------- |
| Tomas Irribarra de la Torre | Concertación Progresista | PRSD    | 3.604 | 54,87 | Alcalde   |
| Raul Andrade Vera           | Alianza                  | ILE     | 2.964 | 45,13 |           |

### Elecciones municipales de 2012
- Elecciones municipales de 2012, para el Concejo Municipal de Quirihue[9]

(Se consideran solo los candidatos que resultaron elegidos para el Concejo Municipal)
| Candidato                       | Pacto                    | Partido | Votos | %     | Resultado |
| ------------------------------- | ------------------------ | ------- | ----- | ----- | --------- |
| Tomas Irribarra de la Torre     | Por un Chile justo       | PRSD    | 934   | 14,17 | Concejal  |
| Enso Francisco Castro Riquelme  | Coalición                | RN      | 789   | 11,97 | Concejal  |
| Iter Alejandro Stuardo Malverde | Por un Chile justo       | PPD     | 659   | 10,00 | Concejal  |
| Víctor Galvarino Vargas Ríos    | Por un Chile justo       | ILE     | 443   | 6,72  | Concejal  |
| Patricio Rubio Chávez           | Concertación Democrática | PDC     | 378   | 5,73  | Concejal  |
| Sergio Inostroza Espinoza       | Coalición                | ILH     | 370   | 5,61  | Concejal  |